# Leirado (Salvatierra de Miño)
Leirado (o San Salvador de Leirado) es una parroquia del municipio pontevedrés de Salvatierra de Miño (Galicia, España).
Su patrón es San Salvador, al que está dedicado su iglesia.
Un barrio de la localidad es denominado San Roque.

## Lugares
A Barca | O Barral | Betote | O Cabo da Viña | O Casco | Cazán | A Chan | A Coutada | Currás | Frades | O Freixoeiro | A Igrexa | A Lameira | A Lombeira | Os Medóns | O Outeiro | O Pontillón | A Porteliña | Pousada | Queimadiña | A Regueira | Sampríns | San Roque | Santa Cristina | O Tellado | Toucedos | A Vesadiña